# Ron Elvidge
Ronald Rutherford Elvidge (* 2. März 1923 in Timaru, Neuseeland; † 30. März 2019) war ein neuseeländischer Rugby-Union-Nationalspieler auf der Position des Innendreiviertels. Er war entscheidend am Sieg der neuseeländischen Nationalmannschaft (All Blacks) in der Testserie gegen die British Lions 1950 beteiligt.
Elvidge spielte Provinzrugby für die Otago RFU und war dort Kapitän der Mannschaft. 1947 gewann er mit Otago den Ranfurly Shield durch einen Sieg über Southland Rugby. In den folgenden drei Jahren konnte Otago den Shield in 18 Herausforderungsspielen hintereinander erfolgreich verteidigen. Elvidge absolvierte davon elf Spiele.
Sein Nationalmannschaftsdebüt gab er am 14. September 1946 in einem Länderspiel gegen Australien in Dunedin. Dieses erste Spiel des Bledisloe Cups 1946 gewannen die neuseeländischen All Blacks mit 31:8. Da man das zweite Spiel ebenfalls gewann, verteidigten die Neuseeländer den Pokal.
Erst drei Jahre später lief er erneut für die All Blacks auf. Dies war 1949 auf einer Tour in Südafrika, die eine aus vier Spielen bestehende Testserie gegen die südafrikanische Nationalmannschaft beinhaltete. Die All Blacks verloren alle vier. Somit konnten die Südafrikaner die Testserie deutlich mit 4:0 für sich entscheiden. Elvidge gehörte zu den wenigen herausragenden neuseeländischen Spielern der Tour und übernahm deshalb nach der zweiten Niederlage gegen Südafrika die Kapitänsbinde vom verletzten Fred Allen. Auf dieser Tour spielte er 14 Spiele, in denen er zwei Versuche erzielen konnte – einen davon gegen Südafrika.
Im folgenden Jahr tourten die British Lions in Neuseeland. In drei der vier Länderspiele führte Elvidge die All Blacks wieder als Spielführer an. Das erste Spiel ging 9:9 unentschieden aus und im zweiten konnten die All Blacks die Partie mit 8:0 für sich entscheiden. Als es beim dritten Testspiel 3:3 unentschieden stand, erkämpfte sich Elvidge seinen Platz in den Annalen der Rugbygeschichte. Wegen einer Schlüsselbeinverletzung und einer klaffenden Wunde im Gesicht, die mit vier Stichen genäht werden musste, war er gezwungen, das Spielfeld zu verlassen. Als jedoch der Pfeiler Johnny Simpson aufgrund einer ernsten Knieverletzung den Platz ebenfalls verlassen musste, kam Elvidge trotz großer Schmerzen auf das Feld zurück, da die All Blacks sonst mit zwei Mann weniger hätten spielen müssen. Damals waren Ein- und Auswechslung auch bei Verletzungen strengstens untersagt. Er nahm die Position eines Extra-Schlussmannes ein und erzielte den einzigen Versuch des Spieles zum knappen 6:3-Endstand für die All Blacks. Damit gewann Neuseeland schon vor dem letzten Spiel die Testserie 1950 gegen die Lions.
Davor gelang ihm mit seiner Provinz Otago ebenfalls ein Sieg über die Lions. Im vierten sowie letzten Länderspiel der Tour konnte er verletzungsbedingt nicht mehr teilnehmen und spielte danach nie wieder Rugby, da er noch im selben Jahr vom Rugbysport zurücktrat. Er konzentrierte sich von nun an erfolgreich auf seine medizinische Karriere als Gynäkologe.